# Jakoubek från Stříbro
Jakoubek från Stříbro, född 1373, död 1429, var en husitisk predikant och lärd som införde nattvardskalken för lekmän. Magister i de fria konsterna, diakon och präst, teologie baccalaureus, predikant i Betlehemskapellet i Prag. Han var liten till växten (därav den tjeckiska diminutivformen av förnamnet) och hade inom ramen för den husitiska rörelsen en ställning som tillbakadragen grå eminens. 

## Personlighet
Jakoubek tvekade inte att offentliggöra sina ståndpunkter efter moget övervägande, men ändrade därefter sällan åsikt. Vidare kan han karaktäriseras som puritansk - han bekämpade vidskepelse och hade föga förståelse för konst och musik.

## Religiös inriktning
Jakoubeks främsta inspirationskälla var Matěj från Janov. Han var motståndare till att delge vanligt folk subtila teologiska begrepp och skilde mellan väsentligt och oväsentligt i kyrkans riter och traditioner. Han var motståndare till kyrkans världsliga makt och egendom och förespråkade ett återvändande till de ursprungliga kyrkoidealen. Vidare erkände han inte påvens överhöghet, och ansåg att Antikrist redan hade nedstigit på jorden. Jakoubek betraktades av sina anhängare som en opartisk väktare av de husitiska idéerna men var samtidigt en motståndare till de radikala taboriterna och Jan Želivský. 

## Kronologisk översikt
1414: införde kalken för lekmän
1416: tvistade med Nicholas från Dresden i frågan om skärselden
1418: lät sammankalla en husitisk synod
1420: (dec) deltog i en debatt mellan praghusiter och taboriter hos Petr Zmrzlík i Prag
1421: deltog i Prokopssynoden i Prag
1423: deltog i den andra debatten mellan utrakvister och taboriter på Konopiště